# Jacques Revaux
Jacques Revaux (Azay-sur-Cher, 11 luglio 1940) è un compositore e cantante francese.
È celebre soprattutto per aver composto il motivo Comme d'habitude con Claude François che lo interpretò; Paul Anka ne scrisse poi il testo in inglese, con il titolo My Way, inciso da Frank Sinatra. Predilige il genere jazz.